# Pomquet
Pomquet est un village canadien situé dans le comté d'Antigonish, en Nouvelle-Écosse.

## Géographie
Pomquet est situé sur la rive sud du havre de Pomquet, qui communique avec le golfe du Saint-Laurent au nord.
De nombreuses espèces animales sont visibles à Pomquet, telles que les pluvier siffleurs, les hirondelles, les héron bleus, les pygargues à tête blanche, les coyotes, des ratons laveurs, les visons, etc.

## Histoire
Pomquet a été fondé vers 1774 par 4 familles originaires de Saint-Malo, les Broussard, les Doiron (Durant), Duon (DeYoung), les Lamarre et les Vincent. Les familles acadiennes suivantes se sont établies au village entre 1789 et 1792, soit les Boudreau, les Landry, les Broussard (le frère du premier), les Melanson et les Rosia (Rogers).
Pomquet était l'une des communautés participant au IIIe Congrès mondial acadien, en 2004.

## Vivre à Pomquet
Pomquet compte une école francophone desservant tout le comté et possède un transmetteur de la station de radio francophone CKJM 106,1 FM, de Chéticamp.
Le village possède aussi une plage et un parc provincial.

## Culture
Pomquet est le siège de la Société acadienne Sainte-Croix.

### Personnalités liées à Pomquet
- May Bouchard, militante féministe et bénévole, membre de l'ordre du Canada.

### Architecture et monuments
L'église Saint-Croix a été construite en 1861.